# Na Corberana

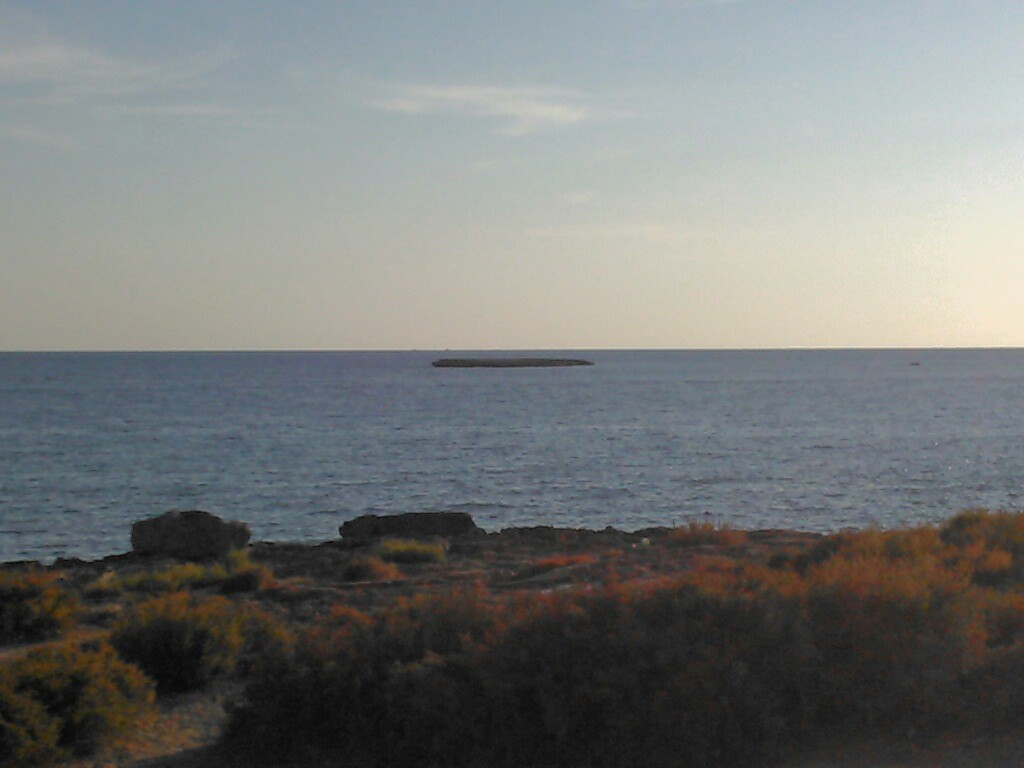
Islote de Na Corberana visto desde cala Galiota.

Na Corberana es un islote español situado frente al litoral de Mallorca, en el municipio de Las Salinas, Islas Baleares. Es de pequeñas dimensiones: 80 metros de longitud por 40 de anchura, y se encuentra a unos 400 metros de la costa de la Colonia de San Jorge. Es un islote de poca altitud pero de rocas escarpadas.
Debido a su gran influencia salina del mar, apenas hay vegetación y flora terrestre.
- Datos: Q11938295